# Novo Orahovo
Novo Orahovo (ćir.: Ново Орахово, mađ.: Zentagunaras) je naselje u općini Bačka Topola u Sjevernobačkom okrugu u Vojvodini.

## Stanovništvo
U naselju Novo Orahovo živi 2.029 stanovnika, od čega 1.602 punoljetna stanovnika, prosječna starost stanovništva je 40,7 godina (39,4 kod muškaraca i 42,0 kod žena). U naselju ima 783 domaćinstva, a prosječan broj članova po domaćinstvu je 2,56.
Prema popisu iz 1991. godine u naselju je živjelo 2.263 stanovnika.
| Etnički sastav 2002. |            |        |
| Narod                | Stanovnika |        |
| Mađari               | 1.737      | 85,60% |
| Rusini               | 181        | 8,92%  |
| Srbi                 | 59         | 2,90%  |
| Jugoslaveni          | 14         | 0,68%  |
| Hrvati               | 7          | 0,34%  |
| Crnogorci            | 4          | 0,19%  |
| Muslimani            | 1          | 0,04%  |
| Bunjevci             | 1          | 0,04%  |
| nepoznato            | 1          | 0,04%  |

| broj stanovnika | 3119  | 2859  | 2970  | 2673  | 2307  | 2263  | 2029  |
|                 | 1948. | 1953. | 1961. | 1971. | 1981. | 1991. | 2001. |

## Vanjske poveznice
- Karte, položaj vremenska prognoza  Arhivirana inačica izvorne stranice od 22. rujna 2009. (Wayback Machine)
- [neaktivna poveznica]